# Krumvald
Krumvald (německy Grünwald) je malá vesnice, část obce Střítež v okrese Pelhřimov. Nachází se asi 1,5 km na severozápad od Stříteže. V roce 2009 zde bylo evidováno 20 adres. V roce 2001 zde trvale žilo 17 obyvatel.
Krumvald je také název katastrálního území o rozloze 2,85 km2.

## Další fotografie

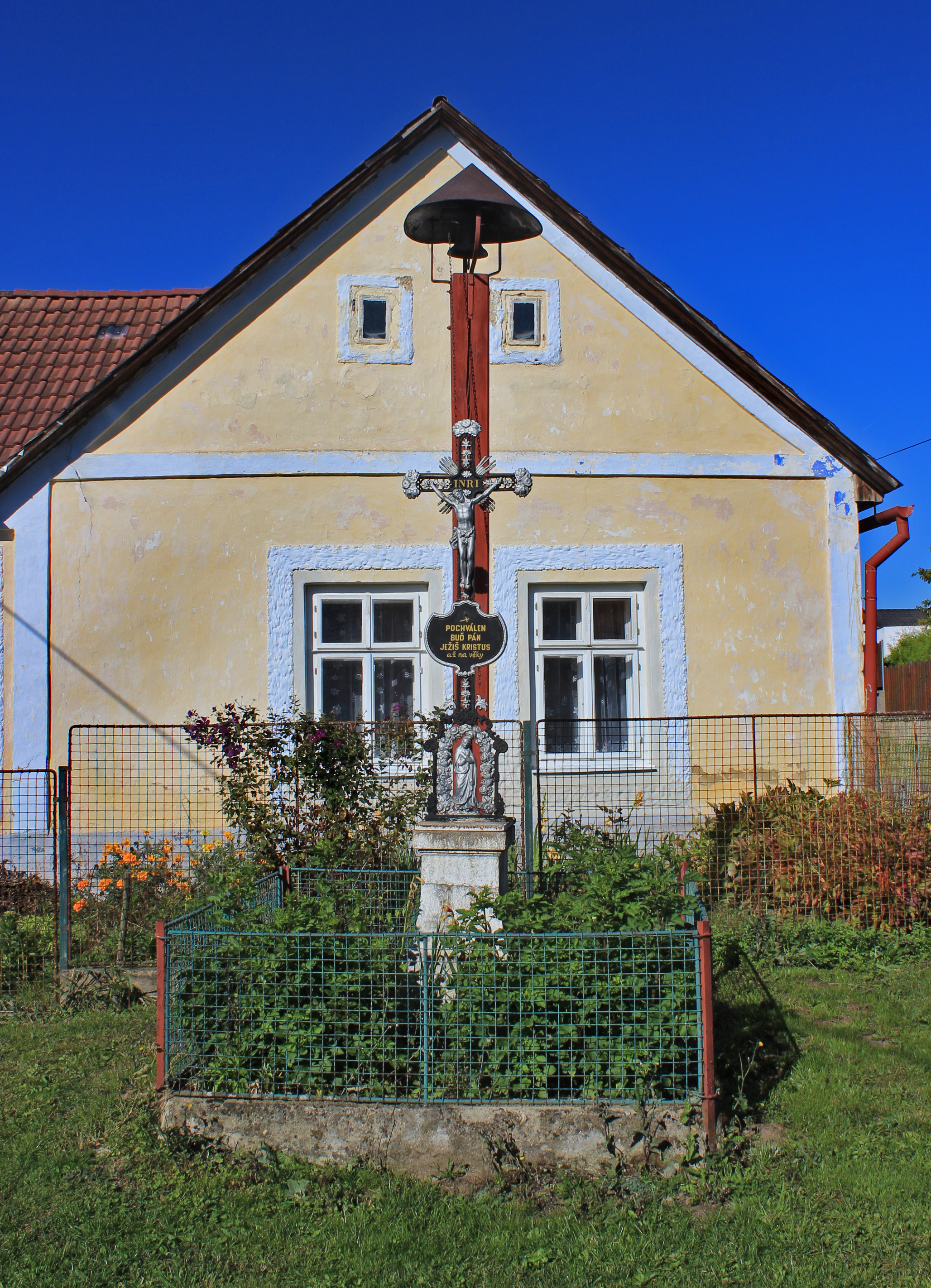
Křížek a zvonička
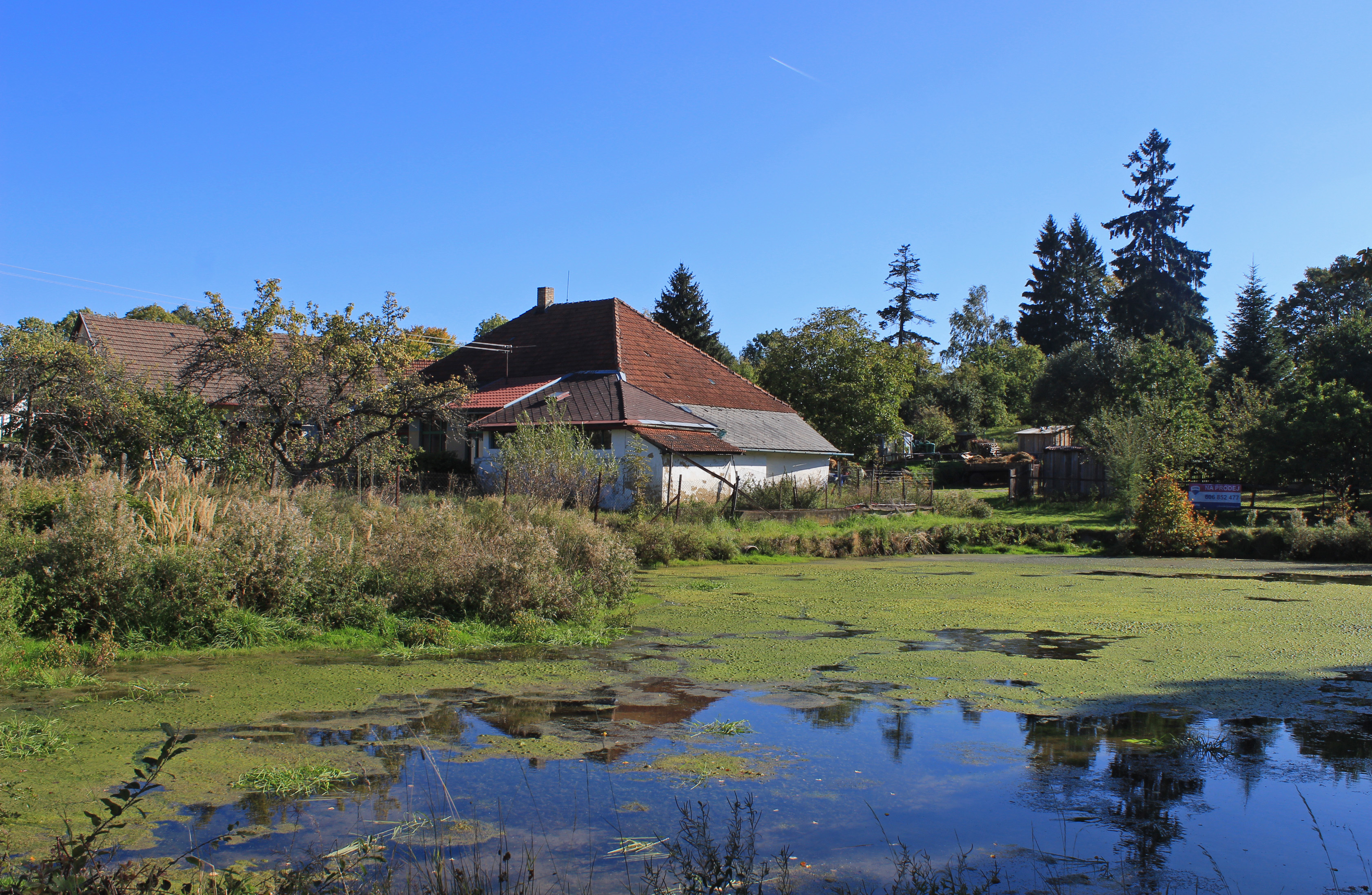
Rybník u hlavní silnice
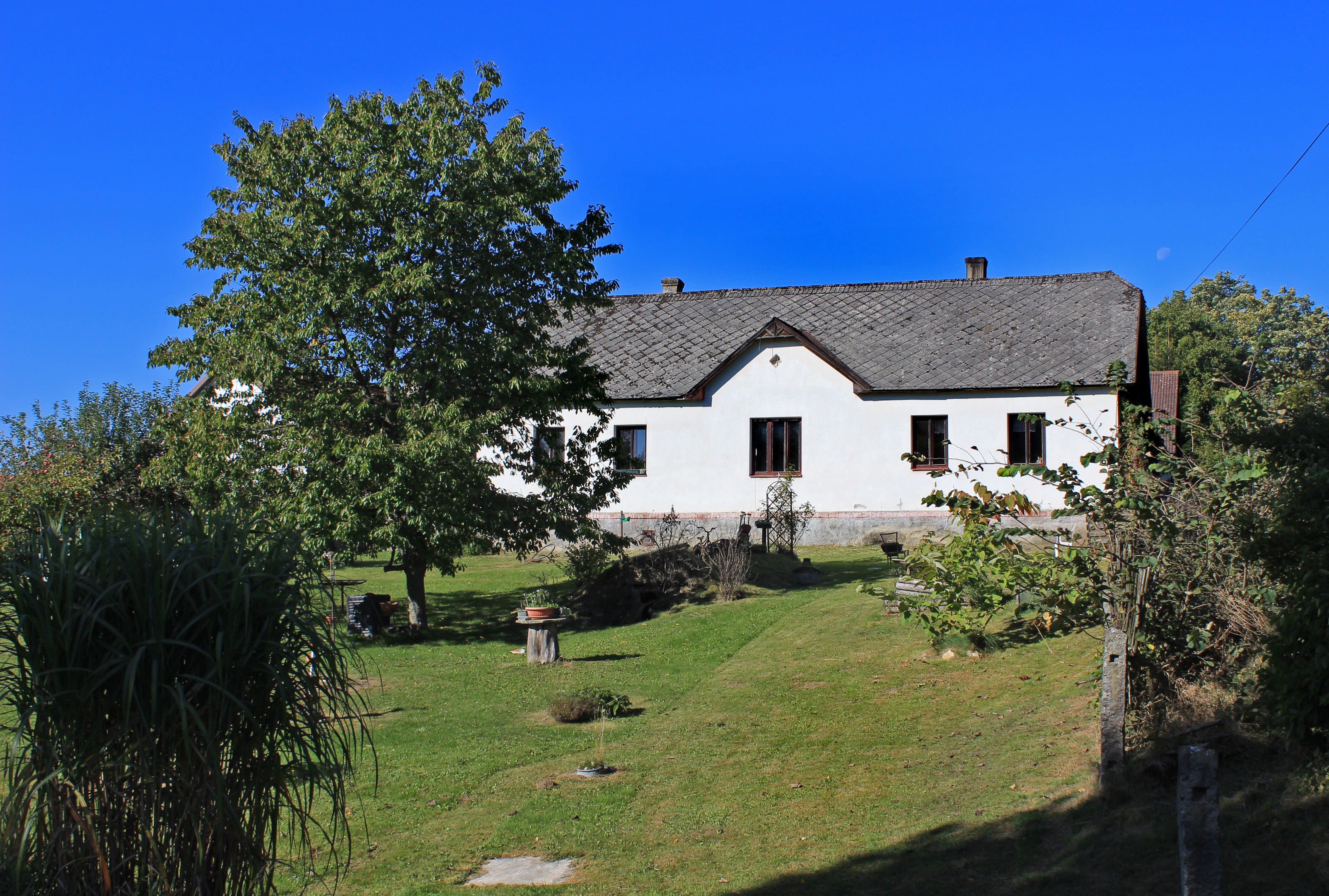
Dům čp. 6